# Okręg wyborczy Forde
Okręg wyborczy Forde (ang. Division of Forde) – jednomandatowy okręg wyborczy do Izby Reprezentantów Australii, położony w stanie Queensland, na południowych przedmieściach Brisbane. Powstał w 1984, jego patronem jest były tymczasowy premier Australii Frank Forde. 

## Lista posłów
| okres urzędowania | poseł          | przynależność                        |
| ----------------- | -------------- | ------------------------------------ |
| 1984–1987         | David Watson   | Liberalna Partia Australii           |
| 1987–1996         | Mary Crawford  | Australijska Partia Pracy            |
| 1996–2007         | Kay Elson      | Liberalna Partia Australii           |
| 2007–2010         | Brett Raguse   | Australijska Partia Pracy            |
| od 2010           | Bert van Manen | Liberal National Party of Queensland |

źródło: 